# Anton M. Otte
Anton M. Otte (15. srpna 1939 Vidnava – 29. prosince 2021 Scheßlitz, Německo) byl český a německý římskokatolický kněz německé národnosti, dlouholetý vedoucí pražské kanceláře spolku Ackermannova sdružení. Do roku 2011 byl proboštem Královské kolegiátní kapituly sv. Petra a Pavla na Vyšehradě.

## Život
Narodil se v německé rodině, která však po druhé světové válce oproti původnímu záměru nebyla odsunuta, jeho otec byl nicméně v roce 1946 lidovým soudem odsouzen k trestu smrti a popraven.
Po maturitě, kterou složil v roce 1957 v Jeseníku, nedostal doporučení ke studiu na vysoké škole, a proto pracoval od roku 1958 v textilní továrně v Krnově až do roku 1960, kdy odešel do Západního Německa. Tam studoval v letech 1960 až 1967 teologii postupně v německém městě Königstein im Taunus, ve Vídni a v Bamberku. Poté, co 29. června 1967 přijal v Bamberku kněžské svěcení, působil v letech 1967–1974 jako kněz v Ebermannstadtu a Heiligenstadtu, následně až do roku 1980 jako učitel náboženství a v letech 1980–1998 jako vězeňský kaplan v Bayreuthu a Norimberku.
V letech 1991 až 1996 byl vedoucím pražské kanceláře německého spolku Ackermannova sdružení, který usiluje o smíření Čechů a Němců na křesťanském základě. Roku 1996 byl vyznamenán Řádem T. G. Masaryka.
Dne 4. prosince 2001 byl jmenován čestným kanovníkem Královské kolegiátní kapituly sv. Petra a Pavla na Vyšehradě a 18. května 2005 pak jejím sídelním kanovníkem; od 1. července 2010 do 5. září 2011 byl také jejím děkanem a 5. září 2011 byl zvolen jejím proboštem. 31. ledna 2001 ho Jan Pavel II. jmenoval papežským kaplanem.
Dne 15. května 2015 obdržel čestné občanství města Vidnava za celoživotní přínos v rozvíjení česko-německých vztahů. Zemřel po těžké nemoci 29. prosince 2021.